# Titus Burckhardt
Titus Burckhardt (24. oktober 1908 - 15. januar 1984) var en schweizisk forfatter, filosof, kunsthistoriker, mystiker og perennialistisk tænker. Han blev født i Firenze i Italien, men voksede op i Basel i Schweiz. Burckhardt var en af de mest fremtrædende figurer inden for traditionalistisk og esoterisk tænkning i det 20. århundrede og lavede betydelige bidrag til forståelsen af kunst, religion og åndelighed.
Burckhardt var dybt påvirket af den traditionelle lære fra forskellige kulturer, især islamiske, kristne og buddhistiske traditioner. Han var en fortaler for perennialismen og troede på, at der er en universel, tidløs sandhed, der er til stede i alle autentiske religiøse traditioner.
Burckhardts værker afspejler hans dybe forståelse af traditionel åndelighed og hans engagement i at bevare og formidle denne visdom til moderne læsere. Han var en nøglefigur inden for perennialismen og fortsatte med at inspirere generationer af åndelige søgere og studerende af traditionel visdom.